# OM 50 Nemesis
OM 50 Nemesis — крупнокалиберная снайперская винтовка, которую разработали оружейники швейцарской компании A.M.S.D. Джеймс Оуэн и Крис Мовиглиатти. Винтовка предназначена для ведения стрельбы в самых разных условиях, включая городские (стрельбу на небольшие дальности по защищенным целям).

## История
Производство винтовки было начато в 2003 году. Целью конструкторов было создание высокоточной снайперской винтовки, пригодной для эффективного ведения боя в самых различных условиях, в том числе и в уличных боях, то есть условиях «городской войны», так как данное оружие задумывалось для вооружения специальных армейских и полицейских подразделений.Кроме того, в соответствующей конфигурации (с длинным тяжелым стволом) эта винтовка может использоваться и для спортивной стрельбы на большие дальности.
В декабре 2010 года компания A.M.S.D. сообщила, что выпуск OM-50 прекращён, а техническая документация, станочное оборудование и права на производство винтовки переданы компании Swissarms Neuhausen AG, которая намерена начать выпуск этого оружия под наименованием SAN 511.

## Описание
OM 50 представляет собой винтовку с продольно-скользящим поворотным затвором.
OM-50 не комплектуется штатными прицельными приспособлениями, имеется планка Пикатинни для крепления различных оптических и ночных прицелов.
Для стрельбы из OM 50 применяются патроны 12,7×99 мм.
Винтовка комплектуется несколькими съёмными стволами (длиной от 381 до 838 мм), по данным производителя, смену ствола можно осуществить менее чем за две минуты.
Точность стрельбы в полевых условиях (при использовании специальных патронов):
- менее 0.5 МОА (угловой минуты) на дистанции 300 метров
- менее 1 МОА на 1000 метров.

## Варианты и модификации
- OM 50 Nemesis Mk.I - однозарядный вариант
- OM 50 Nemesis Mk.II - вариант с отъемным коробчатым магазином на 5 патронов
- OM 50 Nemesis Mk.III - вариант с магазином на 5 патронов и удлинённым цевьём

## Страны-эксплуатанты
Винтовка находится на вооружении специальных подразделений полиции ряда стран Европы.
- Грузия: в мае 2008 года для спецподразделений грузинской армии было поставлено некоторое количество винтовок[5][6].